# Comuna Molve, Koprivnica-Križevci
Molve este o comună în cantonul Koprivnica-Križevci, Croația, având o populație de 2.189 de locuitori (2011).

## Demografie
Componența etnică a comunei Molve
     Croați (98,4%)
     Romi (1,19%)
     Necunoscut (0,18%)
     Neclasificat (0,23%)
Componența confesională a comunei Molve
     Catolici (98,81%)
     Necunoscută (0,41%)
     Alte religii (0,78%)
Conform recensământului din 2011, comuna Molve avea 2.189 de locuitori. Din punct de vedere etnic, majoritatea locuitorilor (98,4%) erau croați, cu o minoritate de romi (1,19%). Apartenența etnică nu este cunoscută în cazul a 0,18% din locuitori. Din punct de vedere confesional, majoritatea locuitorilor (98,81%) erau catolici. Pentru 0,41% din locuitori nu este cunoscută apartenența confesională.